# 31232 Славониці
31232 Славониці (31232 Slavonice) — астероїд головного поясу, відкритий 1 лютого 1998 року.
Тіссеранів параметр щодо Юпітера — 3,269.